# Скуодас
Скуодас або Шкуди (лит. Skuodas; рос. Шкуды до 1917 р.) — місто на північному заході Литви, адміністративний центр Скуодаського району в Клайпедському повіті.

## Зовнішні зв'язки
Скуодас має місто-побратим:
- Лінда, Норвегія

## Галерея

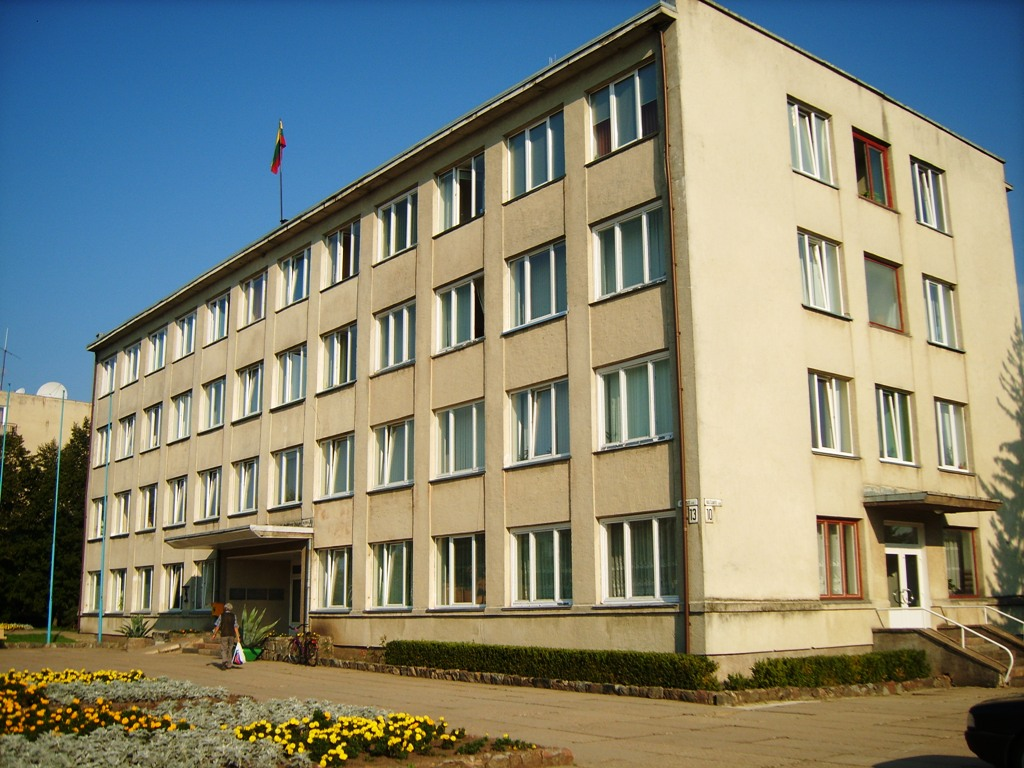
Рада району
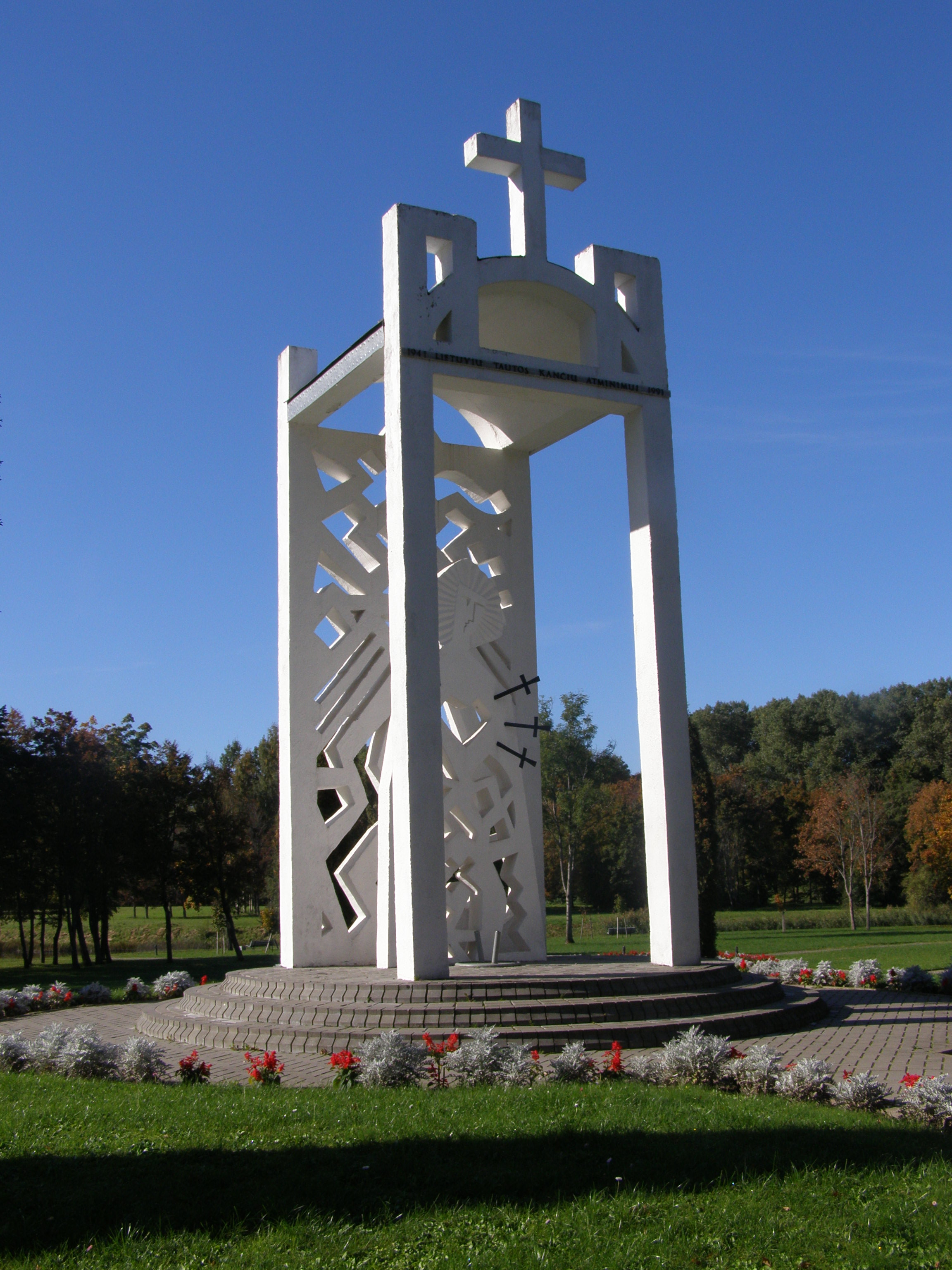
Пам'ятник
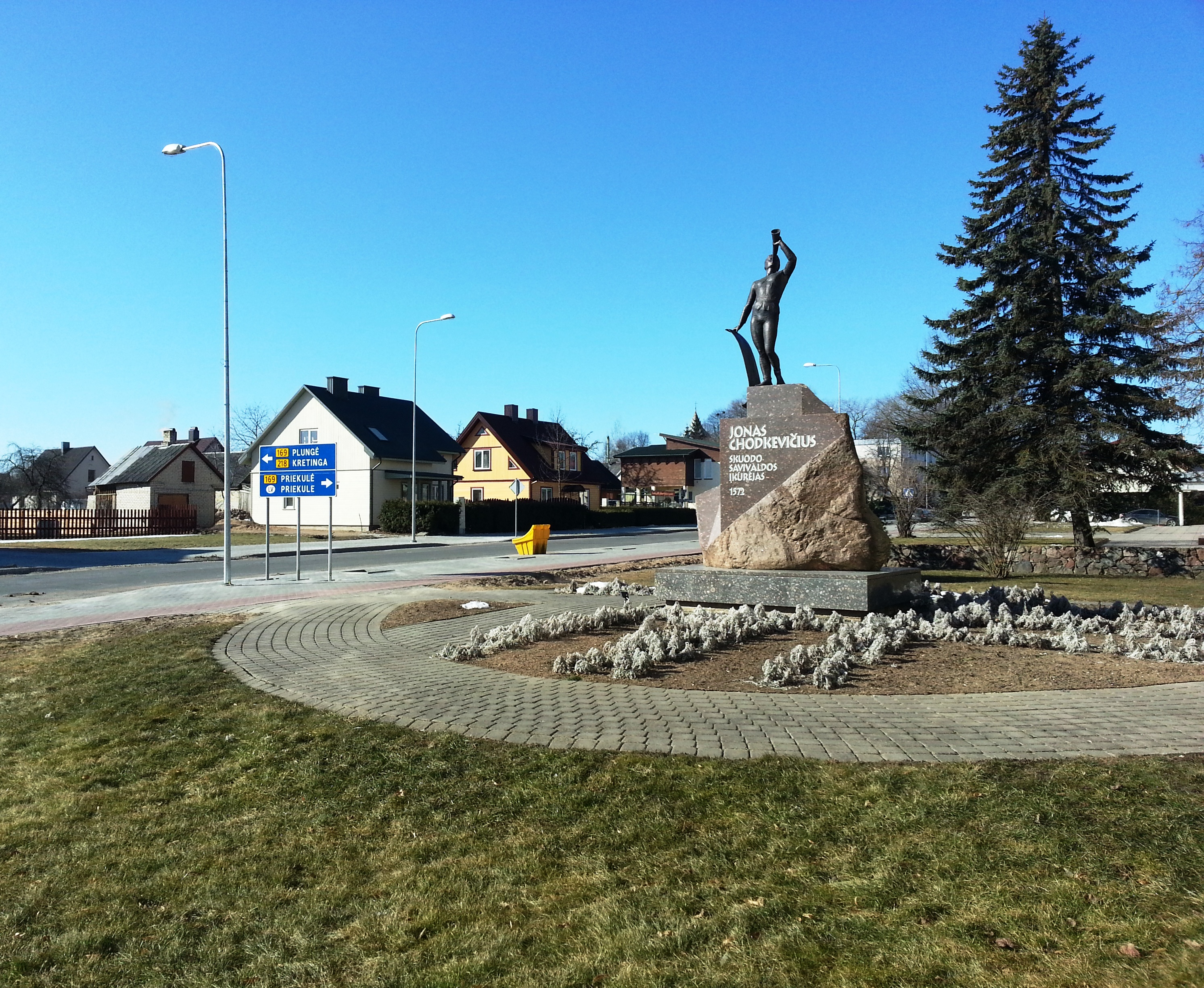
Пам'ятник Йонасу Ходкявічусу
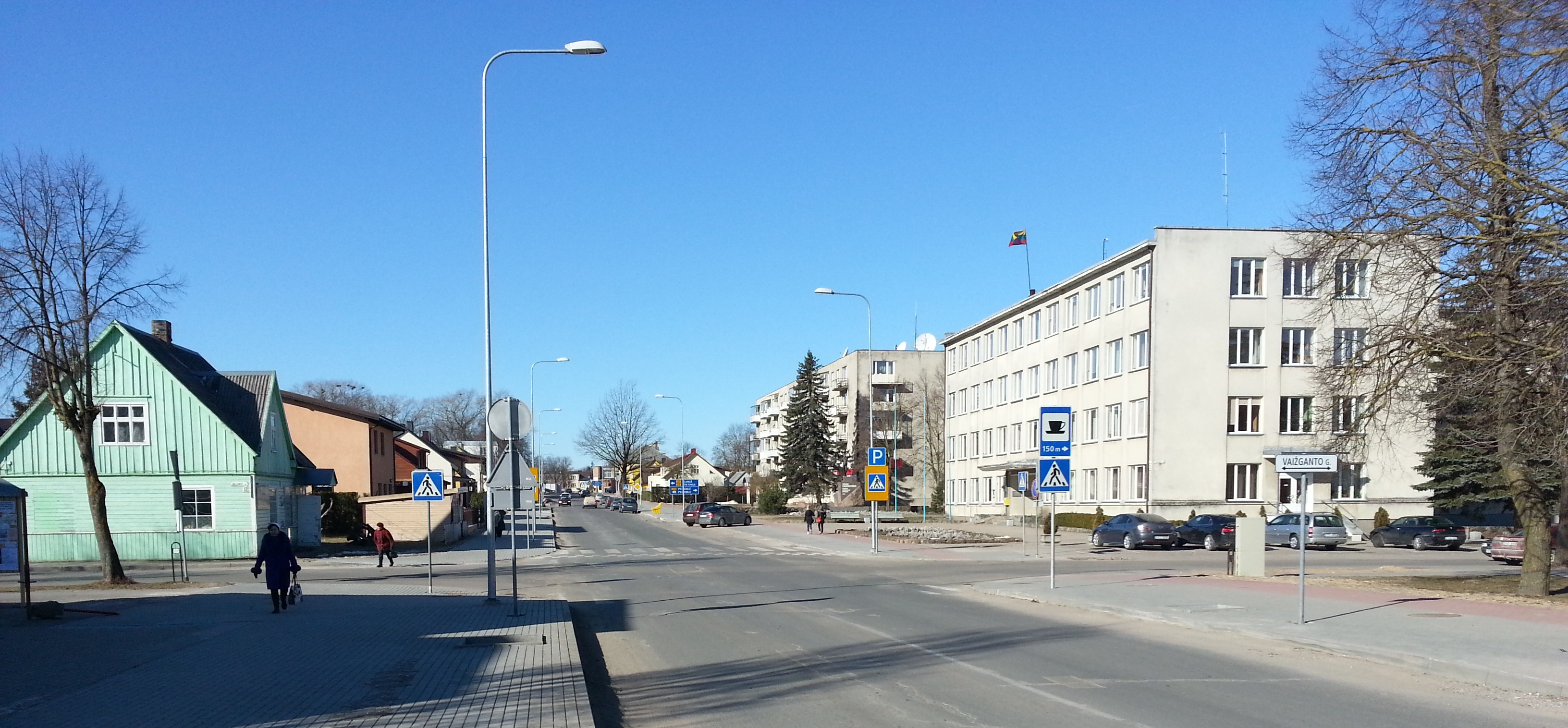
Вільнюська вулиця